# Владислав Шпільман
Влади́слав Шпільман (пол. Władysław Szpilman; 5 грудня 1911, Сосновець — 6 липня 2000) — польський піаніст і композитор.

## Біографія

### До війни
Народився в єврейській сім'ї Самуїла і Едуарди Шпільманн. Мав брата Генрика і двох сестер: Регіну та Галину. Закінчив Музичний університет Фридеріка Шопена під керівництвом Олександра Міхаловського. У 1931 році виграв стипендію в Берлінську музичну академію: клас фортепіано Артура Шнабеля і клас композиції Франца Шрекера. У 1933 році після приходу до влади нацистів повернувся до Польщі й працював на варшавському радіо. До 1939 року писав симфонічну музику й музики до фільмів. Перед самою війною виступав з концертами разом з такими відомими скрипалями як Роман Тотенберг, Броніслав Гімпель, Генрик Шерінг і Іда Гендель, одночасно працюючи на польському радіо.

### Під час війни

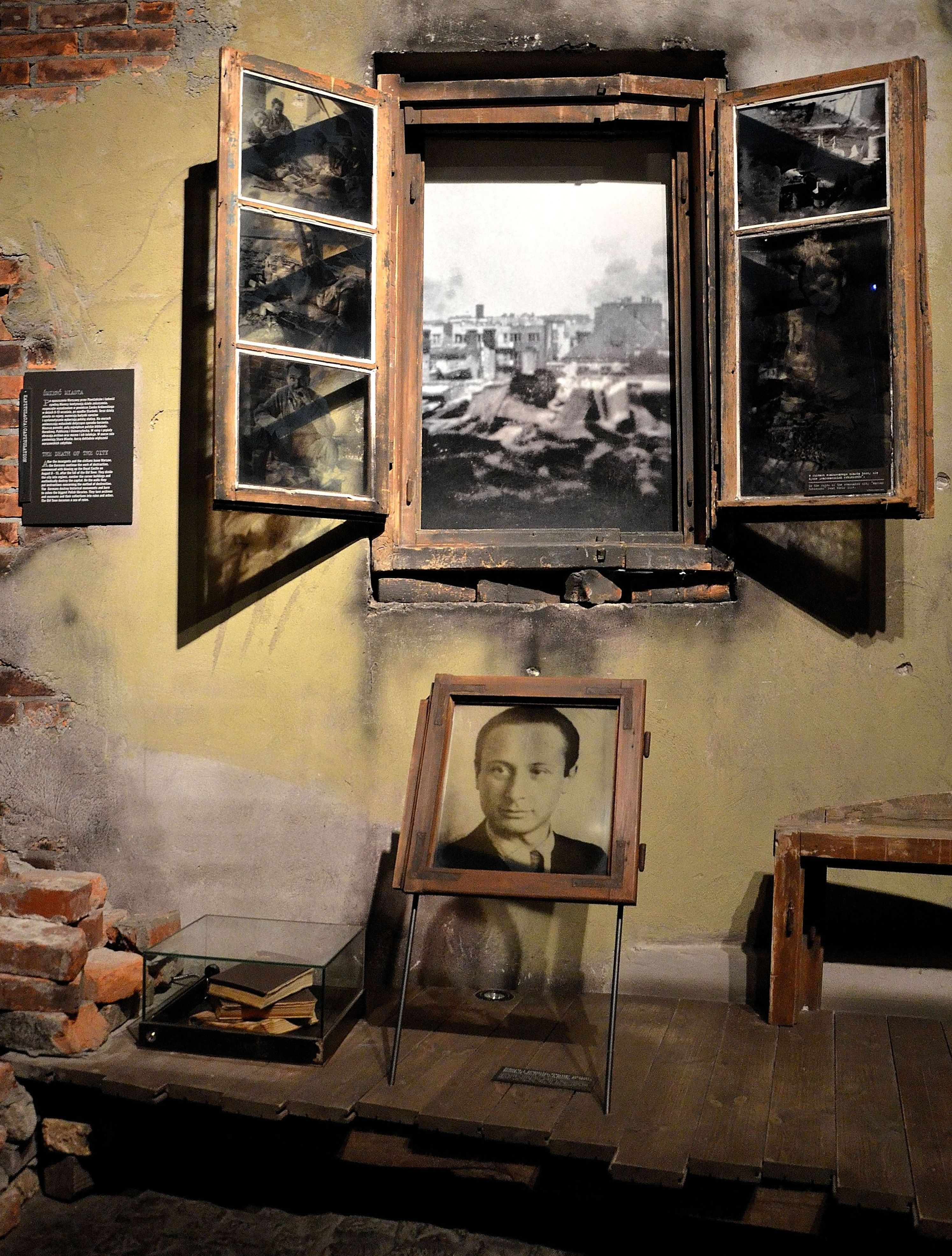
Фото Владислава Шпільмана в Музеї Варшавського повстання

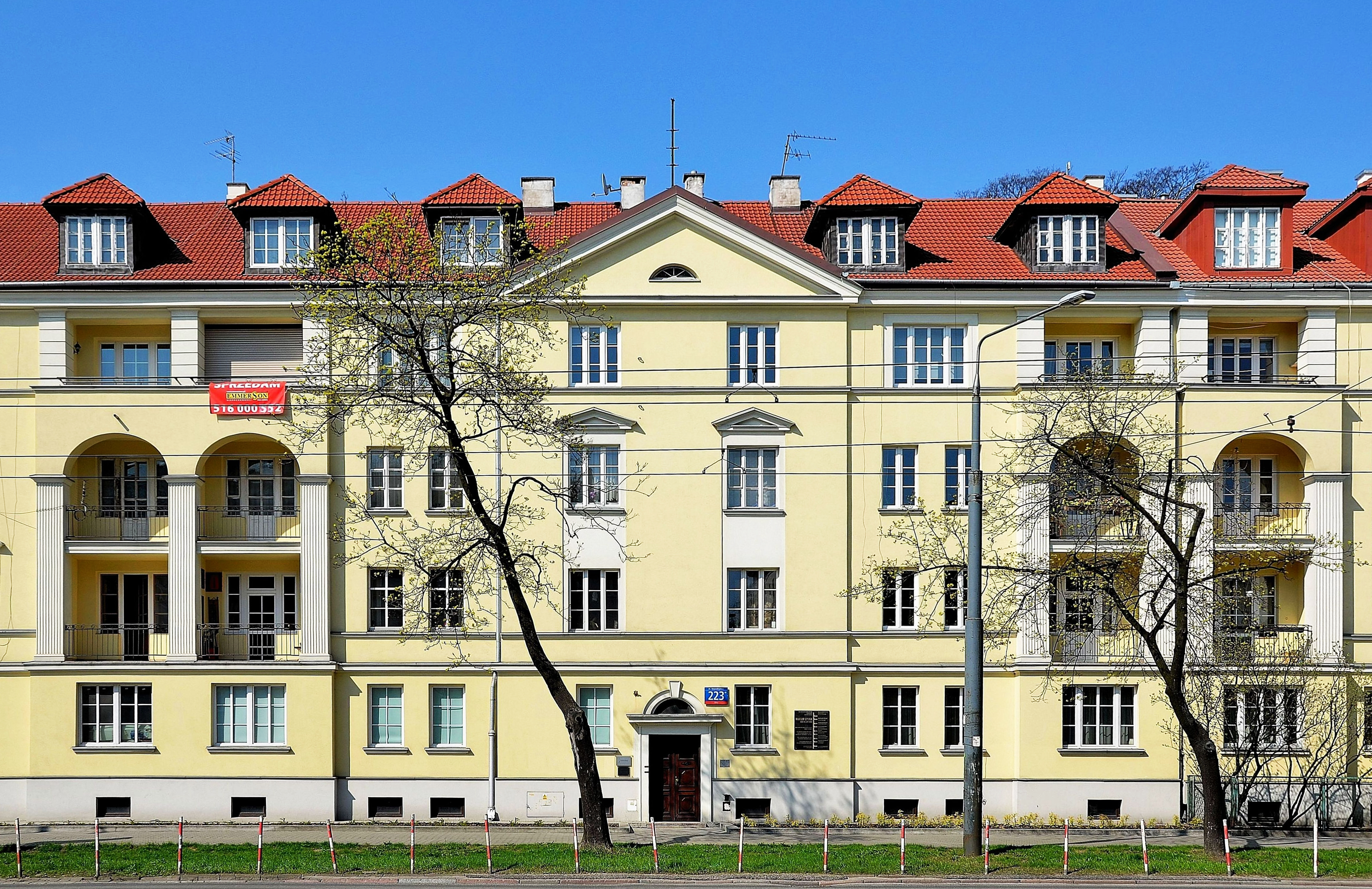
Будинок, в якому Вільгельм Хозенфельд знайшов Владислава

23 вересня 1939 року зіграв свій останній концерт на радіо, після чого польське радіо перестало працювати. 1940 року сім'я Шпільманів опинилася в Варшавському гетто — їхній будинок стояв на одній з вулиць, відданих під гетто, тому їм навіть не довелося переїжджати. 16 серпня 1942 року сім'я пройшла селекцію, після якої Владислава, його батьків та Регіну визнали непрацездатними, через що вони підлягали доправленню до концтабору Треблінка. 19 серпня сім'я, включаючи Генрика і Галину, вирушила на проміжний пункт. Під час завантаження в поїзд один з єврейських поліціянтів, Іцхак Хеллер, який був знайомим Шпільманів, виштовхнув Владислава з натовпу, відокремивши від сім'ї. Батьків, сестер і брата він більше не побачив.
Лишившись один, Владислав працював будівельником і дивом кілька разів уникнув смерті під час чергових селекцій. У лютому 1943 року, коли посилилася депортація решти євреїв, втік з гетто і аж до Варшавського повстання переховувався у знайомих з Польського радіо (в їхньому числі були Анджей Богуцький із дружиною Яніною), які ховали його в різних квартирах. Останнім укриттям стала квартира в центрі міста — якраз там, де все було заселено гестапівцями. Незважаючи на прохання друзів перечекати повстання в підвалі будинку, відсиджувався в квартирі й у разі небезпеки ховався на горищі.
12 серпня будинок підпалили і Владислав під загрозою задухи спробував отруїтися снодійним, але залишився живий. Після придушення повстання лишився одним з небагатьох варшав'ян у центрі міста, ховався в розташованому по сусідству госпіталі та інших зруйнованих будинках, потерпаючи від недоїдання. В листопаді був виявлений німецьким офіцером Вільгельмом Гозенфельдом, який заховав Шпільмана на спеціальній антресолі під дахом і аж до повного відступу німців з Варшави потайки носив йому провіант.

### По війні

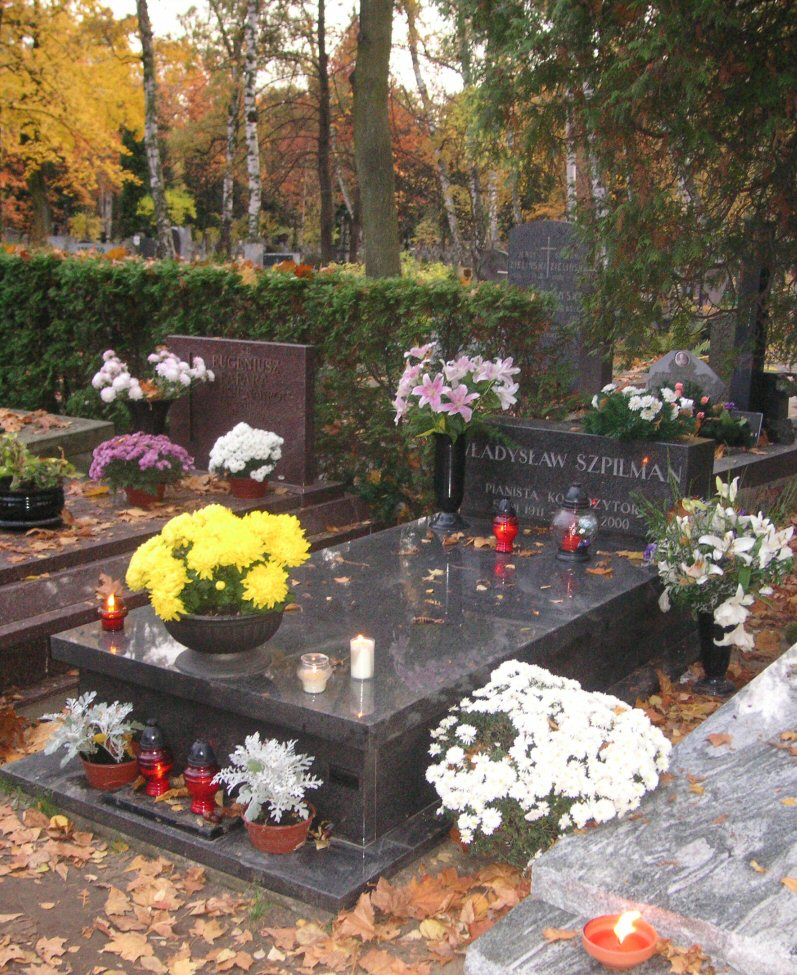
Місце поховання, кладовище Військові Повонзки, Варшава

Після закінчення війни протягом 20 років працював на варшавському радіо, продовжував виступати як піаніст-виконавець. Написав нові симфонічні твори, а також близько тисячі пісень. Серед них «Дощ», «Цих років ніхто не поверне», «Немає щастя без любові», «Не вірю пісні», «Червоний автобус», «Тиха ніч», «Час прийде», «Завтра буде хороший день». Склав більше п'ятдесяти пісень для дітей, музику до багатьох радіопостановок і фільмів, а також позивні Польської кінохроніки. Разом з Броніславом Гімпель і Тадеушем Вронським створив «Варшавський квінтет», давши більше двох тисяч концертів у різних країнах.
Після війни написав мемуари, засновані на спогадах про пережите ним під час війни. У літературній обробці Єжи Вальдорфа під назвою «Загибель міста» вони були видані в 1946 році в Польщі. У 1998 році вийшло перевидання — «Піаніст: надзвичайна і справжня історія про виживання однієї людини у Варшаві 1939–1945». Це видання було перекладено на 38 мов світу. По першій книзі був поставлений фільм режисера Романа Полянскі «Піаніст» (2002).

## Особисте життя
В 1950 одружився з Халін Гжежнаровською. У шлюбі мав двох синів: Кшиштофа і Анджей, який згодом став відомим музикантом.